# José Tomás Sánchez
José Tomás Sánchez (1920–2012) là một Hồng y người Philippines của Giáo hội Công giáo Rôma. Ông nguyên là Tổng trưởng Thánh bộ Giáo sĩ, Chủ tịch Ủy ban Giáo hoàng về Bảo tồn Di sản Văn hoá và Lịch sử của Giáo hội, Tổng Thư kí Thánh bộ Phúc âm hóa các dân tộc. Tại quê hương, ông cũng từng là Tổng giám mục Nueva Segovia.

## Tiểu sử
Hồng y Sánchez sinh ngày 17 tháng 3 năm 1920, tại Pandan, Philippines. Sau quá trình tu học, ngày 12 tháng 5 năm 1946, Phó tế Sanchez đã tiến tới việc truyền chức linh mục, trở thành linh mục của linh mục đoàn Giáo phận Sorsogon.
Ngày 5 tháng 2 năm 1968, Tòa Thánh bổ nhiệm ông làm Giám mục Phụ tá Tổng giáo phận Caceres, với tước danh Giám mục Hiệu tòa Lesvi. Ngày 12 tháng 5 sau đó, tân giám mục đã được tổ chức nghi lễ tấn phong. Nghi thức chính yếu gồm có chủ phong là Tổng giám mục Carmine Rocco, Sứ thần Tòa Thánh tại Philippines. Hai giám mục phụ phong gồm có giám mục Flaviano Barrechea Ariola, giám mục chính tòa Giáo phận Legazpi và giám mục Arnulfo Surtida Arcilla, giám mục chính tòa Giáo phận Sorsogon. Tân giám mục chọn khẩu hiệu:Doce me facere voluntatem tuam.
Ba năm sau, ngày 13 tháng 12 năm 1971, Tòa Thánh thuyên chuyển ông làm Giám mục Phó Giáo phận Lucena. Năm năm sau, ngày 25 tháng 9 năm 1976, ông kế vị chức giám mục chính tòa. Sáu năm sau đó, ngày 12 tháng 1 năm 1982, Tòa Thánh thăng Giám mục Sánchez làm Tổng giám mục chính tòa Tổng giáo phận Nueva Segovia.
Sau ba năm làm Tổng giám mục, ngày 30 tháng 10 năm 1985, Tòa Thánh mời gọi ông về giáo triều, làm Tổng Thư kí Thánh bộ Phúc âm hóa cho các dân tộc. Vì khối lượng công việc khá nhiều, ngày 22 tháng 3 năm 1986, ông từ nhiệm chức Tổng giám mục Nueva Segovia.</ref>
Qua Công nghị Hồng y năm 1991 cử hành ngày 28 tháng 6, Giáo hoàng Gioan Phaolô II nâng Tổng giám mục Sánchez tước danh hồng y Đẳng Phó tế Nhà thờ San Pio V a Villa Carpegna. Sau công nghị vinh thăng, ngày 1 tháng 7, Tòa Thánh ra thông báo chọn Tổng giám mục Sánchez làm Tổng Trưởng Thánh bộ Giáo sĩ và Chủ tịch Ủy ban Giáo hoàng về Bảo tồn Di sản Văn hoá và Lịch sử của Giáo hội. Tuy niên, chỉ hai năm sau đó, ngày 4 tháng 5 năm 1993, ông rời khỏi chức danh Chủ tịch Uỷ ban Giáo hoàng và đến ngày 15 tháng 6 năm 1996 thì xin rút khỏi chức danh Tổng trưởng.
Ngày 26 tháng 2 năm 2002, ông được thăng lên hàng Hồng y Đẳng linh mục. Ông qua đời ngày 9 tháng 3 năm 2012, thọ 92 tuổi.